# Custoias (Vila Nova de Foz Coa)
Custoias (pré-AO 1990: Custóias), oficialmente ainda referida Custóias, é uma povoação portuguesa sede da Freguesia de Custoias do Município de Vila Nova de Foz Côa, freguesia com 8,89 km² de área e 191 habitantes (censo de 2021), tendo, por isso, uma densidade populacional de 21,5 hab./km².

## Demografia
A população registada nos censos foi:
| Distribuição da População por Grupos Etários | Distribuição da População por Grupos Etários | Distribuição da População por Grupos Etários | Distribuição da População por Grupos Etários | Distribuição da População por Grupos Etários |
| -------------------------------------------- | -------------------------------------------- | -------------------------------------------- | -------------------------------------------- | -------------------------------------------- |
| Ano                                          | 0-14 Anos                                    | 15-24 Anos                                   | 25-64 Anos                                   | > 65 Anos                                    |
| 2001                                         | 19                                           | 29                                           | 150                                          | 80                                           |
| 2011                                         | 9                                            | 10                                           | 77                                           | 106                                          |
| 2021                                         | 3                                            | 11                                           | 78                                           | 99                                           |

## Património
- Igreja de Custóias
- Capela da Senhora do Viso
- Capela de Santa Bárbara
- Capela da Senhora do Rosário